# Gärdebylåten
Gärdebylåten är en av Sveriges mest kända folkmusiklåtar och spelas ofta vid midsommarfirande. 
Kopplingen till Gärdebyn vid Rättvik i Dalarna är inte helt självklar. Den kände spelmannen Hjort Anders registrerades 1950 som tonsättare till låten, men det finns flera muntliga traditioner omkring Gärdebylåtens uppkomst. Ursprunget finns troligen i gränstrakterna mellan Dalarna, Gästrikland och Hälsingland, där flera låtar liknar Gärdebylåten. Några andra personer som nämnts som upphovsman till Gärdebylåten är Nylands Erik från Bingsjö, Erik Berg från Järbo och Oscar Eriksson, dragspelare från Dalstuga.
Rättviks spelmanslag bildades 1944 och tog låten som sin signaturmelodi. Den blev något av en landsplåga sedan spelmanslaget spelat in låten på stenkaka 1948. Bland det fyrtiotal artister som sedan dess gjort egna versioner finns Postflickorna, James Last, Swe-Danes, Calle Jularbo, Helmuth Zacharias, Simon Brehm och Orsa spelmän. Nils Ferlin har skrivit text till låten. Den har även använts av Lundaspexarna i karnevalsspexet Djingis Khan 1954; med text av bland andra Hans Alfredson blev den till Härjavisan. Den kanadensisk-amerikanske orkesterledaren Percy Faith spelade 1954 in en version av låten med den engelska titeln Bubbling Over!, som kom att inkluderas på samlingsalbumet Adventure In The Sun från 1957. En MIDI-version av låten används som ringsignal i ett avsnitt av The Office.
Nils Nallander (1907–1984) skrev en text på rättviksmål ofta sjungen av Evert Sandin.